# Nessa Childers
Nessa Maria Vereker Childers (Castleknock, Dublin, 9 de outubro de 1956) é uma política irlandesa. Foi deputada ao Parlamento Europeu entre 2009 e 2019. Childers não milita em nenhum partido a nível nacional, mas é aderente do Partido Socialista Europeu e teve assento no respetivo grupo parlamentar.

## Biografia
Childers é filha do quarto presidente da Irlanda, Erskine H. Childers, e da sua segunda esposa, Rita Childers. O seu avô paterno era Erskine Childers, um dos principais republicanos irlandeses e autor do romance de espionagem The Riddle of the Sands. Childers é licenciada em Artes e Psicologia pelo Trinity College de Dublin e pós-graduada pela University College Dublin. Já trabalhou como psicanalista com consultório particular.

## Política
Childers foi vereadora pelo Partido Verde em Blackrock, Dublin. Começou por aderir ao Partido Trabalhista irlandês antes das eleições autárquicas de 2004, mas mudou para o Partido Verde quando foi preterida como a candidata trabalhista à autarquia local de Dún Laoghaire-Rathdown. Acabou por se candidatar e ser eleita pelos Verdes. Renunciou ao cargo em agosto de 2008.
Em setembro de 2008, saiu do Partido Verde e concorreu às eleições europeias de 2009 pelo Partido Trabalhista no círculo da Irlanda Oriental (East [inglês]; um dos 4 círculos eleitorais da Irlanda nestas eleições). Foi eleita em maio de 2009.
Entre 2009 e 2014, Childers foi membro da Comissão do Ambiente, Saúde Pública e Segurança Alimentar e da Delegação para as Relações com o Japão do Parlamento Europeu. Foi também membro suplente da Comissão da Cultura e Educação e da Comissão do Emprego e Assuntos Sociais.
Childers saiu do grupo parlamentar do Partido Trabalhista a 5 de abril de 2013, por se opor ao governo apoiado pelo seu partido. Acabou por sair do próprio Partido Trabalhista em julho de 2013, tornando-se deputada independente.
Concorreu e foi eleita pelo círculo eleitoral de Dublin nas eleições europeias de 2014, pois o seu círculo anterior fora eliminado, tendo o respetivo território sido dividido entre os novos círculo da Irlanda Centro-Norte-Ocidental (Midlands-North-West [inglês]) e do Sul da Irlanda (South [inglês]).
A 18 de junho de 2014, foi readmitida no grupo parlamentar do Partido Socialista Europeu, a Aliança Progressista dos Socialistas e Democratas (S&D). Permanece membro da Comissão do Ambiente, Saúde Pública e Segurança Alimentar e membro suplente de várias outras comissões.
Já em 2017, afirmou que não se candidataria às eleições europeias de 2019. Childers pertence ao Painel Consultivo do DiEM25.